# 領収書
領収書（りょうしゅうしょ、英: receipt、領収証、領収証書とも称される）とは、代金の受取人が支払者に対して、何らかの対価として金銭を受け取ったことを証明するために発行する書類。証憑書類の一種である。
英語ではレシート（receipt）というが、日本では特定の様式で書かれた物を「領収書」、店名や購入品の目録や収受の記録が書かれたものを「レシート」と区別して呼ぶ場合がある（どちらも手書きやキャッシュレジスター（レジ）などで機械印字ができる。）。。また、手書きや印刷をせず、データのみをスマートフォンなどに送信する「電子レシート」も導入されている。 

## 日本の領収書

### 概説

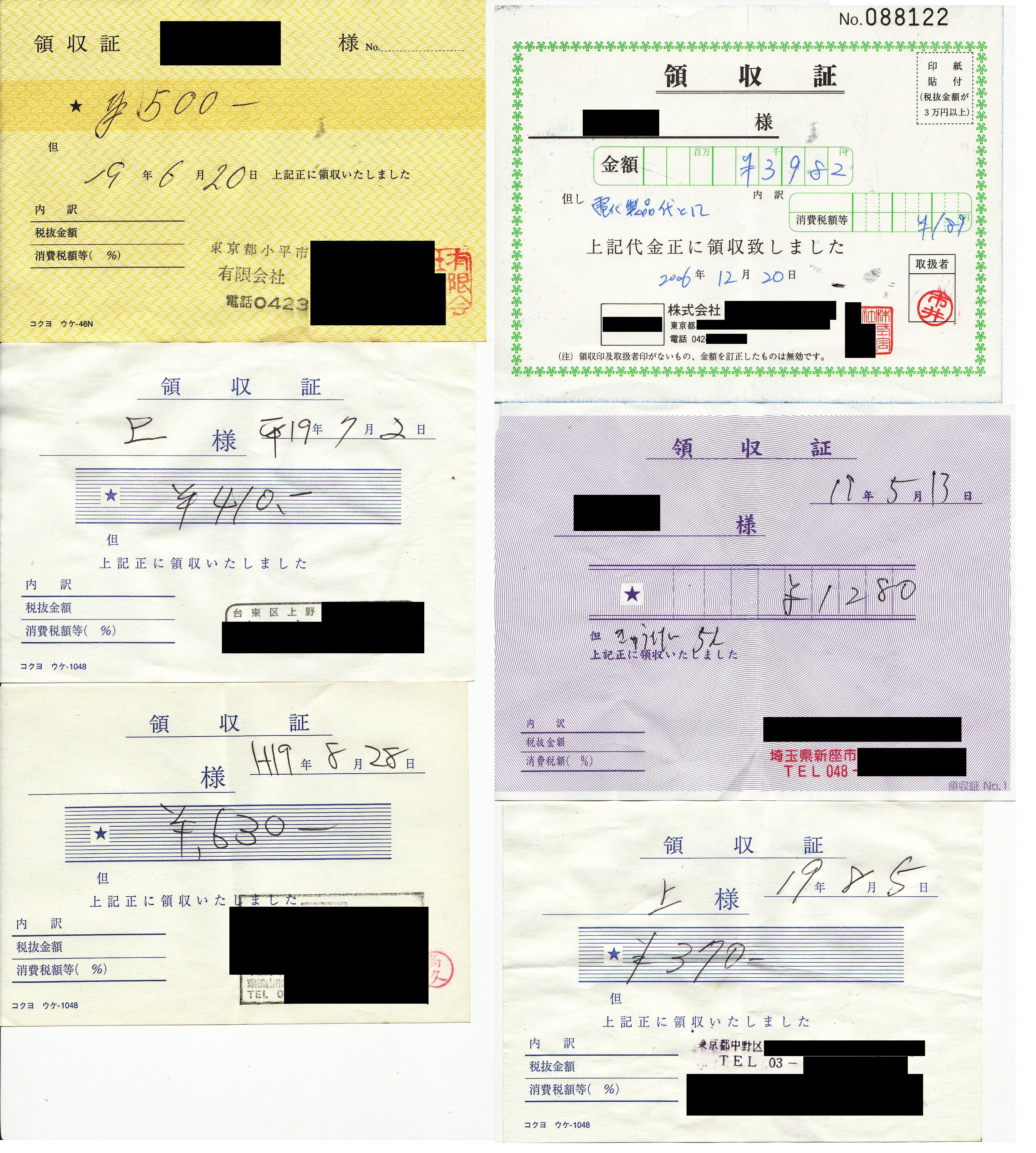
日本の領収書（加筆防止のため、金額の先頭に通貨記号、末尾にハイフンを記入）

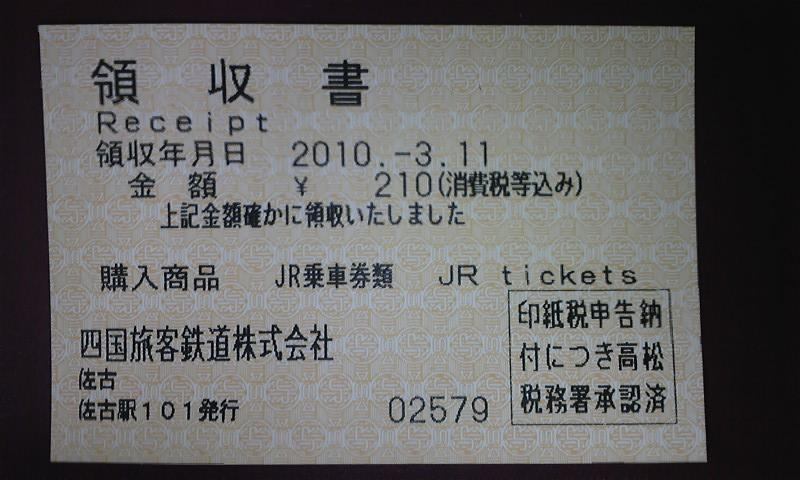
JR四国、佐古駅での領収書（機械印字）

領収書とは、お金を受け取ったことを証する書類である。通常、支払人を相手先として記す。領収書という文言が入った書面のみを指すのではなく、領収証、受取書、引落明細書、領収、受領等の文言の入った書面でも金銭授受の証拠となりうる。受取事実を証明するために請求書や納品書などに「代済」や「了」などと記入したものも同様である。なお、これらの文言の入ったインターネット上の取引画面や電子メールのプリントアウトしたものも同様であったものが、改正電子帳簿保存法により2022年1月（2024年1月に延期）以後は税法上エビデンスとして認められなくなる（電子帳簿保存法7）。
前述の如く、英語ではレシート（receipt）となるが、日本語でレシートといえばキャッシュレジスター（レジ）などで機械印字されたものを指し、手書きの領収書とは使い分けることがある。しかし、レシートも領収書の一種であり、日常生活ではレジで印字されたレシートが領収書として代用されていることもある。会社経費の処理などではレジで印字されたレシートでは認められない場合があるが、それは領収書に最低限記載すべきとされている事項（金額、日付、発行者または受領権者の記名（押印）、宛名）が具備されていない場合である。領収書として最低限の記載事項が具備されていれば、レジで印字されたレシートでも領収書として認められる。
そのため領収書の二重発行とならないよう、レシートに『領収書』等と印字したり、『領収書として使える』ということを周知させたりしており、また近年では、操作により宛名・但し書きの記入欄がある領収書スタイルのレシートを発行するレジスターが広く普及している。なお、郵便局ATMも長年使用する機械（旧型）から出力される感熱紙で印刷されたレシートは、時間がたつと読めなくなることがあり、たとえば5年の保管義務（個人においても医療費の領収書は5年保管義務がある）等の長期保存には現在は技術的問題がある。
法律上、証拠証券であり有価証券ではない。従って刑法上その偽造又は変造は重い有価証券偽造等ではなく軽い私文書偽造等にあたる。民事訴訟法上報告証書にあたり、形式的証拠力をもち名義人の署名又は押印があって二段の推定により成立の真正が推定されても、実質的証拠力は高くないので、金銭の授受の事実は推定を受けない。

### 形式
領収書に最低限記載すべき事項として、金額、日付、発行者または受領権者の記名（押印）、宛名がある。
手書きの場合、改竄（書き換え）を防止するために、漢数字でも特に大字（壹(1)、貳(2)、參(3)…）が用いられることが多い。高額な領収書ではチェックライターという専用の機械を使用することもある。
法令上領収書への押印は、収入印紙の消印を除き必須項目に含まれておらず義務ではない。偽造防止のためや商慣習上押されているに過ぎないが、取引上印鑑無しの領収証は失礼と思われることがある。

### 交付義務
全ての取引について発行が強制されている訳ではないが、日本の民法第486条は「弁済をした者は、弁済を受領した者に対して受取証書の交付を請求することができる。」と規定し、また、債権者が受取証書を発行しないときは、債務者は同時履行の抗弁権を行使して弁済を拒むことができるものと解されている。
しかし、民法第486条の受取証書の交付義務（請求）というルールは任意規定であり、特約が優先されるので、当初の取引（契約）の時点で、当事者間で「領収証の発行義務はない」と決めておけば発行義務なし、ということになる。
弁済を受領した者は、ひとたび受取証書を発行すれば再度の発行義務を免れるが、任意で再発行することは妨げられない。ただし、再発行する場合は、その旨を明記した領収書（受取証書）を発行すべきである。
債務不履行（弁済しなかったか、しても期日に間に合わせなかったか）として債権者に訴えられた場合に債務者が「期日通り弁済して債務は消滅した」と抗弁するとき、債務者は弁済の事実を主張、証明しなければならない。このとき債務者は債権者に発行された領収書を証拠として申し出ればよい。
領収書の発行を受けたが領収書に弁済の日にちが書かれていなかった場合、証拠として申し出ても債権者から「期日に遅れて弁済したのだ」と主張されてしまう可能性がある。もしこれが債権者による証明妨害と裁判所に判断されると、債務者が期日通りの弁済を証明できなかったといって、ただちには裁判所が期日通りの弁済を認定しないわけではない（期日通りの弁済がなかったことを債権者が証明しなければならないとした下級審判決がある）。
また、一部の量販店のように各階、あるいは売り場ごとの精算になっている場合、とりあえずレシートを受け取り、複数のレシートを最終的に1枚の領収書にまとめる場合もある。
保証人が債務を弁済したとき、保証人は債権者に領収書を交付してもらう。このままでは主たる債務者にとって弁済があったことを知らないまま（主たる債務者は領収書をもらっていない）なので、保証人は主たる債務者にそのことを通知する義務を負う。通知した保証人は主たる債務者に求償することができるが、訴訟になったときはその領収書を証拠として提出すればよい。

#### 支払い手段による違い

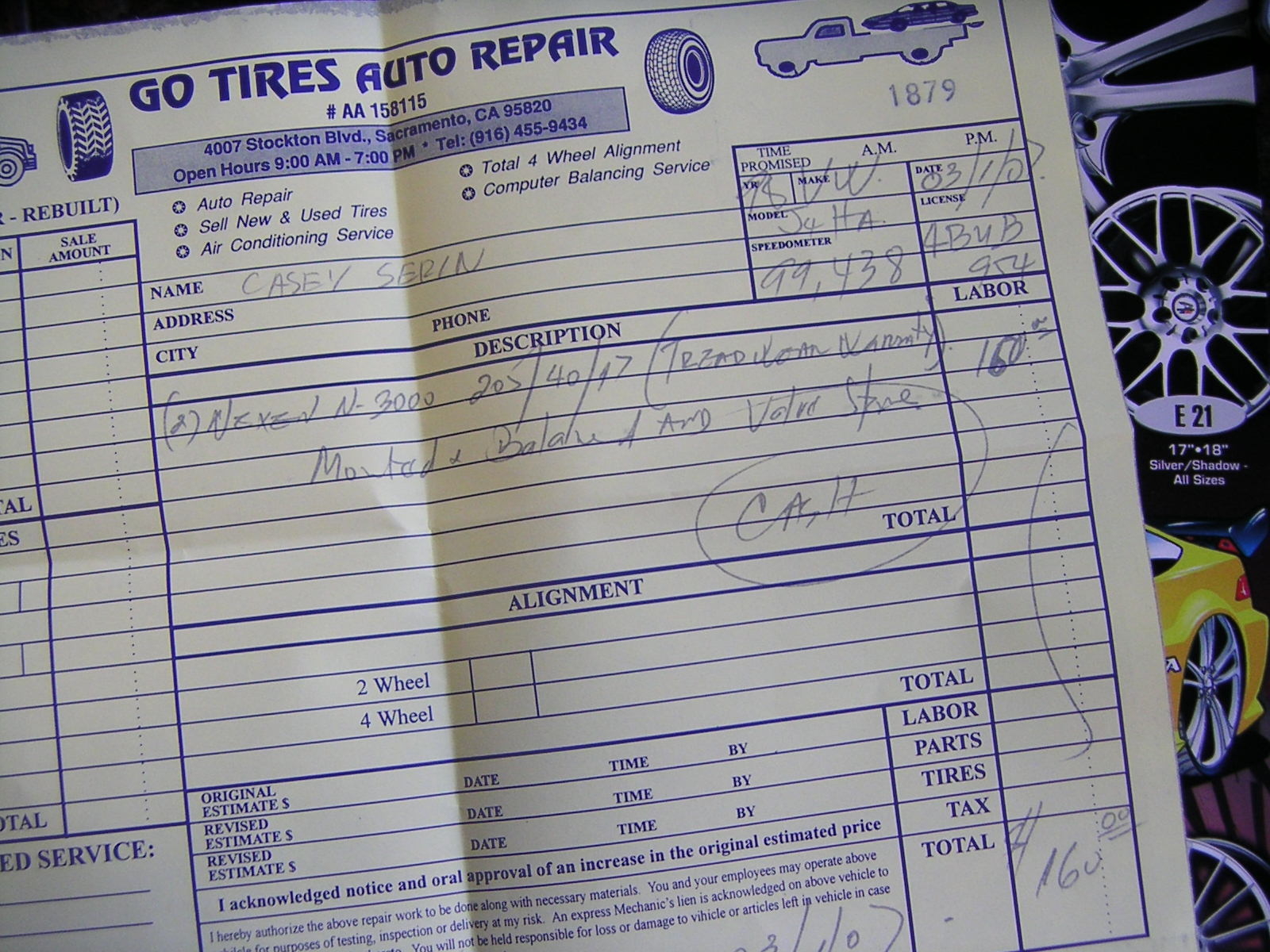
自動車修理店の領収書（英語）

銀行振込等による支払いの場合
銀行振込などの場合、直接の金銭支払先は送金手続きをした金融機関となり、その金融機関により明細が発行されるため、それが領収書の代わりとなるという解釈があるが、正確ではない。「振込明細書」は「何の代金なのか」「代金の一部なのか」などの情報が載っていないため、原則としては、銀行振込の場合でも領収証発行義務は消滅しない。
クレジットカード支払による場合
クレジットカードによって決済した場合は、支払人（カード利用者）はクレジットカード会社に対して金銭を支払うのでクレジットカード会社発行の利用明細書が領収書相当となる。従って物品やサービス提供者（販売元）は領収書を発行する立場にはなく控え（取引明細）を発行するのみとなる。

### 公共交通機関の場合
- 鉄道運賃の場合、鉄道駅や旅行会社窓口・専用の指定席券売機で発売される長距離乗車券類を除き、近距離用の金額選択式自動券売機では領収書を発行できる券売機は古い機械では少ない。乗車カード（プリペイドカード）の購入の場合、領収書を発行できる券売機が多い。領収書が必要となった際、購入したきっぷを持って窓口で領収書を作るよう請求すると作ってくれる。ただし無人駅や名古屋鉄道などの駅集中管理システム対応の駅等の場合、駅員がいないために発行が出来ない。そのために領収書が必要な場合は「下車駅で発行（有人駅の場合）」「接続駅等で発行（有人駅の場合）」「郵送」等で対処している。いずれにしても、タッチパネル式の券売機では領収書が発行できるものが多いが、購入する乗車券類の条件、また鉄道事業者等ごとの設定によって発行の可否が制御されている場合もある。日本国外の鉄道を利用した場合、信用乗車制などにより、チケットが手元に残るケースでは、日本の法律の要件を満たせば、領収書の代わりとして利用できると考えられる。
- 路線バスや路面電車も、その乗降システム上、車内で領収書の発行に応じることは難しい。窓口等でプリペイドカードを購入した場合、領収書を発行してもらえる場合がある。高速路線バスは、バス会社や旅行会社窓口で購入して領収書を請求すれば、発行に応じる場合がほとんどである。コンビニエンスストアで高速バスチケットを購入した場合、コンビニエンスストアが、収納代行企業または旅行会社の代理として、収納代行企業または旅行会社名義の領収書を発行する。インターネット上のクレジットカード払いの場合、後日クレジットカード会社が発行するカード利用明細書兼請求書が領収書として認められる事が多い。なお、日本国外の事例は鉄道とほぼ同じである。
- 航空機の場合、空港などの航空会社のカウンターで航空券を購入すれば、領収書の発行は容易に求められる。チケットレスサービス（→電子航空券）でコンビニエンスストアで支払った場合は、前述の高速バスの事例同様、航空会社名義またはコンビニエンスストア自身（収納代行機関として）の名義で領収書が自動発行されるのがほとんどである。日本では、インターネットでクレジットカード決済した場合も、航空会社カウンターに申し出るか、自動チェックイン機で発行が可能な場合がある。また、インターネットのウェブサイトを使って表示・印字が可能な場合がある。
- 日本のタクシーではほとんどの場合、領収書（プリンターから打ち出されるレシート形式）が渡される。それ以外の場合も、手書き領収書を備え、発行に応じる。

### 税法上の扱い
日本における経理処理では、公共交通機関の運賃や慶弔費などの例外を除き、受取証書で証明ができないと、税法上経費として認められないと誤解されることが多いが、一部の例外（一定額以上の消費税の仕入控除など）を除いて必要経費の形式的証明義務は一切課されていない。課税当局が経費計上を否認するには経費の証明がないことだけでは足らず、計上された経費が架空であることを課税当局自身が証明する必要がある（白色申告の場合を除く）。また、年月日、相手先、内容、対価の明記が必要であるとの誤解があり、消費税法特有の規定であるが、税法一般では「上様」や「品代」の記載でも認められる。

#### 印紙税
金額が5万円以上（2014年（平成26年）3月31日以前は3万円以上）の領収書には原則として収入印紙を貼り、消印をすることで印紙税を納税しなければならない。なお、あらかじめ税務署に届けていれば、「印紙税申告納付につき○○税務署承認済」と領収書に表示（あらかじめフォーマットへの機械印字するケースや印紙貼付欄にスタンプを押捺するケースなどがある）し、印紙額相当分を税務署に納めれば、貼付しなくともよい。
印紙を貼る義務は、領収書の発行側にある。収入印紙を貼らなかった場合あるいは不足していた場合は、不足した分の3倍若しくは1.1倍の金額の過怠税、貼付されてあっても適切に消印されなかった場合は同額の過怠税が課せられる。
なお、印紙が貼付されていない領収書であっても、領収書としての有効性には変わりはない。また、クレジットカード会社発行の利用明細書は、課税当局が領収書と認めていないため印紙を貼る必要がない。

#### 消費税
2023年10月1日以後、インボイスに対応していない領収書は経費として認められるが、原則として消費税の課税仕入れ(仕入税額控除)として認められない。

#### 電子帳簿保存法
2024年1月以後、電子取引における領収書（ホームページ上の画面印刷や電子メールのプリントアウトなど）は税法上は領収書として認められず、電子取引の取引情報に係る電磁的記録は電子取引データのまま保存しなければならない。

## 欧米の領収書

### 領収書の様式

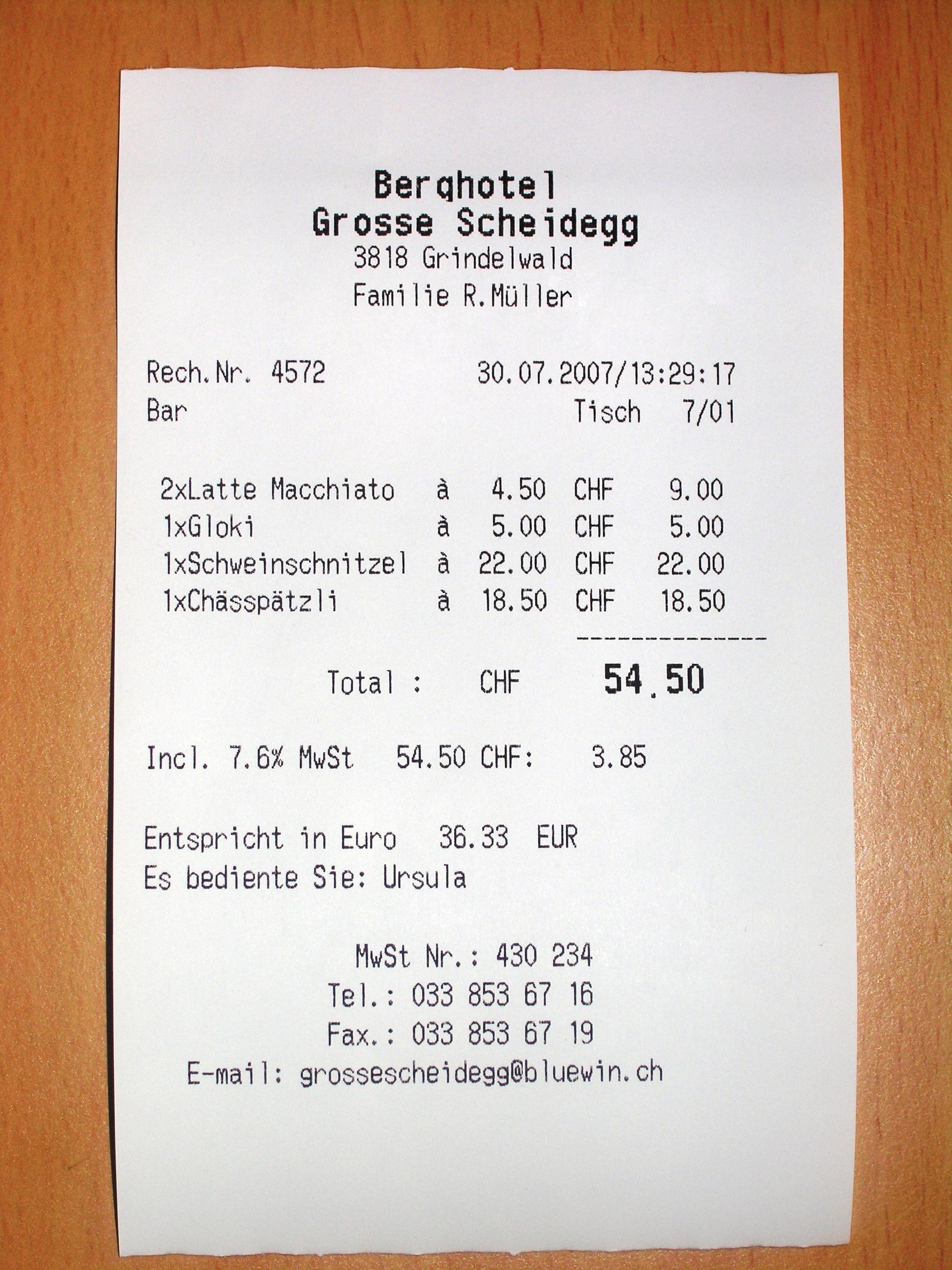
スイスのホテルのレシート

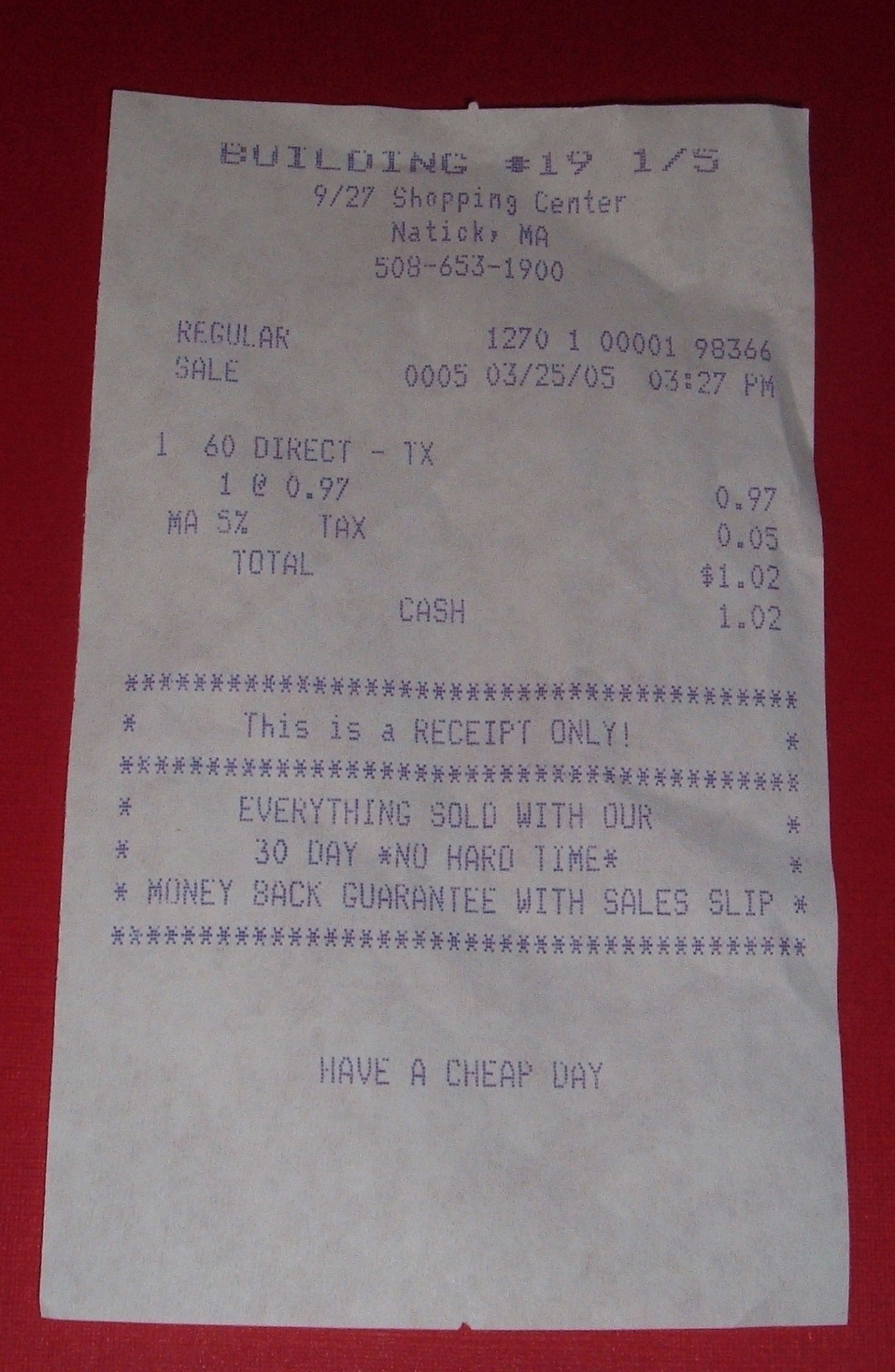
アメリカ合衆国の商店のレシート

英語圏では、receiptのほか、acknowledgment、acquittance、voucherなどともいう。
レジから領収書を自動的に印刷して渡す習慣の国もある。また、クレジット支払いに対して、領収した金額を渡す場合もある。しかし、チップを領収書に含めるかどうかなど、各国の実情を調査して整理すると良い。

### 小切手による代替
アメリカ合衆国などでは日常生活で支払いに小切手を利用する頻度が多い。日本では小切手を振り出して受取人に渡すと受取人が領収証を発行するのが普通である。しかしアメリカでは振り出された小切手には受取人が裏書し、後日銀行から振出人に転送されるシステムとなっているため、受取人による裏書のある小切手が支払額の授受の事実を証明する機能を果たしており、小切手払いであえて領収書が発行されることはほとんどない。

### 紙の領収書の廃止
2023年8月、フランス政府は紙の領収書の原則禁止に踏み切った。2020年に可決された法律の施行によるもので、特殊なインクを使用した感熱紙には特殊な薬品が使われているため、リサイクルするのは困難であったため、レシートを廃止して紙などの資源を節約する趣旨である。
フランスで紙の領収書の廃止の対象となったのは、小売店で印刷されるレシート、銀行などの各種機関で発行される領収書、割引の内容が記された紙の領収書などである。一方、レストラン、ホテル、美容室などの一部のビジネスでは、引き続き領収書の印刷が義務付けられる。また、客が店側に領収書を求めることは可能であるが、SNSや電子メールなどのデジタル化されたレシートの提供を行っている店舗もみられる。